# Garret FitzGerald
Garret Desmond FitzGerald (irl. Gearóid Mícheál Mac Gearailt; ur. 9 lutego 1926 w Dublinie, zm. 19 maja 2011 tamże) – irlandzki polityk, ekonomista i dziennikarz, deputowany i minister, w latach 1977–1987 lider Fine Gael, dwukrotny premier Irlandii.

## Życiorys
Jego ojcem był polityk Desmond FitzGerald. Kształcił się w prowadzonej przez jezuitów szkole średniej Belvedere College. W 1946 ukończył studia z historii oraz filologii francuskiej i hiszpańskiej na University College Dublin. W 1947 uzyskał uprawnienia adwokata, jednak nie podjął praktyki w zawodzie. Doktoryzował się w 1968. W latach 1947–1958 był zatrudniony w liniach lotniczych Aer Lingus, w których zajmował się sprawami rozwoju. Pracował również jako konsultant oraz dziennikarz ekonomiczny. Przez kilkanaście lat był korespondentem „Financial Times” w Dublinie, publikował też cotygodniowe felietony w „The Irish Times”. Między 1959 a 1973 był wykładowcą ekonomii na UCD, w 1965 dołączył do organu zarządzającego tą uczelnią.
Zaangażował się w działalność polityczną w ramach Fine Gael. W latach 1965–1969 zasiadał w Seanad Éireann, do którego został wybrany przez panel przemysłowo-handlowy. W 1969 po raz pierwszy uzyskał mandat posła do Dáil Éireann. Do niższej izby irlandzkiego parlamentu był następnie wybierany w kolejnych wyborach w 1973, 1977, 1981, lutym 1982, listopadzie 1982, 1987 i 1989, sprawując mandat deputowanego do 1992.
W 1973 objął stanowisko ministra spraw zagranicznych w rządzie, którym kierował Liam Cosgrave. Sprawował je do 1977, w tym samym roku został nowym liderem Fine Gael. W czerwcu 1981 został premierem rządu mniejszościowego, który powstał w okresie kryzysu gospodarczego. Gabinet upadł po kilku miesiącach, w marcu 1982 Garret FitzGerald odszedł z urzędu. Powrócił na funkcję premiera w grudniu 1982, urzędując do marca 1987. W grudniu 1983 pełnił jednocześnie obowiązki ministra handlu i turystyki. W 1987, po wyborczej porażce FG, ustąpił także ze stanowiska lidera partii. W trakcie swojej aktywności jako premier był zwolennikiem długofalowego dyplomatycznego działania na rzecz zjednoczenia Irlandii. W 1985 przyczynił się do podpisania brytyjsko-irlandzkiego porozumienia dającego Irlandii ograniczone prawo głosu w sprawach Irlandii Północnej i doprowadził do jego ratyfikacji przez Dáil Éireann.
W późniejszych latach był m.in. kanclerzem National University of Ireland (1997–2009).